# 6537-es mellékút (Magyarország)
A 6537-es számú mellékút egy majdnem pontosan hat kilométer hosszú, négy számjegyű mellékút Tolna vármegye déli szélén, a Völgységben; Závod település számára biztosít közúti közlekedési kapcsolatokat keleti és nyugati szomszédjai irányában egyaránt.

## Nyomvonala
A 6535-ös útból ágazik ki, annak nagyjából a 15+850-es kilométerszelvénye közelében, Tevel belterületének déli részén. Nyugat felé indul, de pár lépés után keresztez egy patakot és ott délnek fordul, Závodi utca néven. Egy kilométer után kilép a község házai közül és nem sokkal ezután már át is lép Závod területére, ahol nyugat irányt vesz. 2,2 kilométer után kiágazik belőle északnyugat felé egy önkormányzati út Mucsi felé, 3,7 kilométer után pedig eléri az út Závod házait, ahol Kossuth Lajos utca lesz a neve. A 4+700-as kilométerszelvénye táján kilép a belterületről és 5,2 kilométer után Kisvejke területére ér. 5,7 kilométer után lép be ez utóbbi község házai közé, itt is a Kossuth Lajos utca nevet viseli. A 6538-as útba beletorkollva ér véget, annak 13+900-as kilométerszelvényénél.
Teljes hossza, az országos közutak térképes nyilvántartását szolgáló kira.gov.hu adatbázisa szerint 5,966 kilométer.

## Települések az út mentén
- Tevel
- Závod
- Kisvejke